# Technitella
Technitella, en ocasiones erróneamente denominado Artechnitum, es un género de foraminífero bentónico de la subfamilia Saccammininae, de la familia Saccamminidae, de la superfamilia Saccamminoidea, del suborden Saccamminina y del orden Astrorhizida. Su especie tipo es Technitella legumen. Su rango cronoestratigráfico abarca desde el Oligoceno hasta la Actualidad.

## Discusión
Clasificaciones previas incluían Technitella en la superfamilia Astrorhizoidea, así como en el suborden Textulariina del orden Textulariida.

## Clasificación
Technitella incluye a las siguientes especies:
- Technitella archaeonitida
- Technitella arenacea
- Technitella asciformi
- Technitella atlantica
- Technitella bradyi
- Technitella candida
- Technitella compressa
- Technitella erlnacea
- Technitella globulus
- Technitella harrisii
- Technitella hystrix
- Technitella legumen
- Technitella melo
- Technitella mestayeri
- Technitella nanshaensis
- Technitella nitiada
- Technitella oblonga
- Technitella oviformis
- Technitella pacifica
- Technitella raphanus
- Technitella sphaera
- Technitella spiculosa
- Technitella stoermeri
- Technitella teivyensis
- Technitella thompsoni

Otras especies consideradas en Technitella son:
- Technitella cristata, de posición genérica incierta
- Technitella flexibilis, aceptado como Bathysiphon flexibilis